# هنري آي. ميلر
هنري آي. ميلر (بالإنجليزية: Henry I. Miller)‏ هو صحفي علم ‏ أمريكي، ولد في 1 يوليو 1947 في South Philadelphia ‏ في الولايات المتحدة.